# ديريك رايلي
ديريك رايلي هو مجدف كندي، ولد في 1 يوليو 1922 في وينيبيغ في كندا، وتوفي بنفس المكان في 6 مايو 2018.

## وصلات خارجية
- ديريك رايلي على موقع الاتحاد الدولي للتجديف (الإنجليزية)
- ديريك رايلي على موقع اللجنة الأولمبية الدولية (الإنجليزية)
- ديريك رايلي على موقع أوليمبيديا (الإنجليزية)
- ديريك رايلي على موقع قاعة مانيتوبا للمشاهير الرياضية (الإنجليزية)